# أرداسا
أرداسا (Άρδασσα) هي مدينة في كوزاني في مقاطعة فوريا إلادا في اليونان.
يبلغ عدد سكانها حوالي 897 نسمة.